# 嘉利福
嘉利福控股有限公司，簡稱嘉利福控股，以及嘉利福（英語：GALILEO HOLDINGS LIMITED，港交所除牌時8029.HK），在1993年，由龐維新創立，而前身為「嘉利盈融資集團有限公司」、「嘉利盈融資控股有限公司」，以及「豐裕興業國際有限公司」。
現時業務在香港經營商務中介行業，而曾在2000年12月14日於香港交易所創業板上市，招股價為0.2港元，發行配售股份為160,000,000股，集資額為32,000,000港元。
最後過於競爭加劇，於是在2008年出售給周焯華，5月16日更名為太陽國際集團有限公司（太陽國際資源有限公司前身）。

## 連結
- Sun8029.com（页面存档备份，存于）